# Mkhitar Manukyan
Mkhitar Manukyan (in armeno Մխիթար Մանուկյան?; Gyumri, 20 settembre 1973) è un ex lottatore armeno naturalizzato kazako, specializzato nella lotta greco-romana.

## Palmarès

### Olimpiadi
- 1 medaglia:
  - 1 bronzo (Atene 2004 nei 62 kg[1])

### Mondiali
- 3 medaglie:
  - 2 ori (Evle 1998 nei 62 kg[1]; Atene 1999 nei 62 kg[1])
  - 1 bronzo (Praga 1995 nei 62 kg[2])

### Europei
- 1 medaglia:
  - 1 bronzo (Budapest 1996 nei 62 kg[2])

### Campionati asiatici
- 2 medaglie:
  - 2 ori (Teheran 1997 nei 63 kg[1]; Tashkent 1999 nei 63 kg[1])

### Coppa del Mondo
- 1 medaglia:
  - 1 oro (Almaty 2003 nei 66 kg[1])